# James Roy Kinghorn
James Roy Kinghorn est un herpétologiste et un ornithologue australien, né le 12 octobre 1891 à Richmond (Nouvelle-Galles-du-Sud) et mort le 4 mars 1983 à Sydney.

## Biographie
Il fait ses études à All Saints College à Bathurst. En 1907, il devient bénévole à l’Australian Museum de Sydney où il travaille sur les crustacés. Après la Première Guerre mondiale, il retourne au muséum où il a la charge des amphibiens et des reptiles, puis, plus tard, des oiseaux où il succède à Allan Riverstone McCulloch (1885-1925). En 1941, il obtient également le poste d’assistant du directeur mais n’ayant pas d’attirance pour les fonctions administratrices, il abandonne ce poste en 1956. Passionnée par les questions de pédagogie, il organise les programmes éducatifs de l’institution, notamment des programmes radio diffusés dès 1924. Bon orateur, il donne de nombreuses conférences très populaires. Il fait paraître une trentaine de publications scientifiques dont The Snakes of Australia en 1929 sous format de poche, réédité en grand format en 1956 et révisé avec Harold Cogger (en) (1835-) en 1964. En 1943, il fait paraître avec Charles Kellaway (1889-1952) un petit guide destiné aux troupes américaines et australiennes intitulé The Dangerous Snakes of the South-west Pacific Area.

## Source
- Kraig Adler (1989). Contributions to the History of Herpetology, Society for the study of amphibians and reptiles : 202 p.  (ISBN 0-916984-19-2)